# Mångfald i utställningar i Sverige
Mångfald i utställningar i Sverige innebär att alla grupper i samhället, oavsett kön, etnicitet, klass och kulturell tillhörighet ska få tillgång till och synliggöras i utställningarna och i utställningsrummen. Frågan kring mångfald är dels en konsekvens av hur samhället förändrats, hur samhället har blivit allt mer diversifierat och mångkulturellt. Från politiskt håll i Sverige lyfts frågan fram som en del av ett demokratiskt arbete där tanken är att inkludera och låta alla medborgare ta del av och representeras i kulturen.

## Bakgrund
Synen på mångfald i utställningar har förändrats genom historien och har på olika sätt speglat samhälleliga normer och värderingar. De första statliga museerna strävade efter att gestalta homogena berättelser om ett land och ett folk. 1800-talets kulturhistoriska museer var intimt förknippade med de nationella rörelser och föreställningar om ett enat folk och en gemensam nation. Inte minst fick nationalmuseerna stor betydelse för och kontroll över den historia som blev synlig. Museernas insamlade objekt tillskrevs mening och representation och betraktades som en legitim källa till vetenskapen om det förflutna. Tendensen var liknande i hela Europa.
Under 1970 - talet blev museipolitiken mer reformvänlig och utåtriktad. Blickarna riktades allt mer mot omvärlden och demokratin diskuterades som en global fråga. Från och med 1990-talet har tendensen ökat, inte minst inom museiforskningen som riktat allvarlig kritik mot utställningsmediet. Sammanfattningsvis handlade kritiken om att museernas utställningar skapats och förmedlats inom ramen för situerade och kontextbundna diskurser där etnocentriska, maskulina och nationella perspektiv ställt agendan, vilket i förläggningen inneburit att många grupper och individer i samhället osynliggjorts i historieskrivningen. Fokus är numer på att omvärdera och reformera samlingarna, tillägna nya perspektiv och tolkningar.
En viktig debatt har handlat om genus och hur museerna på olika sätt konstruerat stereotypa berättelser kring manligt respektive kvinnligt Ett annat handlar om HBTQ och hur dessa frågor kan lyftas fram. Funktionshindrade är en annan grupp som länge varit osynliga i historieskrivningen. Om de har framställts så har det i regel varit genom normkulturens kategoriserande blick. Framställningen har varit negativ och stereotyp.

## Representation
En viktig del i förnyelsen av museerna är att vägleda med tolkning och pedagogik kring diskriminerade grupper. Ett problem som har lyfts fram är att trots försök att förnya utställningarna är fokuset fortfarande på objekten. En riskfaktor som problematiseras är att objekten i sig själva förklarar väldigt lite, det kan upprätta en relation mellan människor och materiell kultur, men är sämre på att belysa mänskliga relationer och samband. Bland annat riktas möjligheter mot att museipedagogiken som kan problematisera utställningar. En viktig del är att införliva besökarens egna erfarenheter i utställningen, att skapa förståelse och tolkning för samtiden.